# Iltisfell

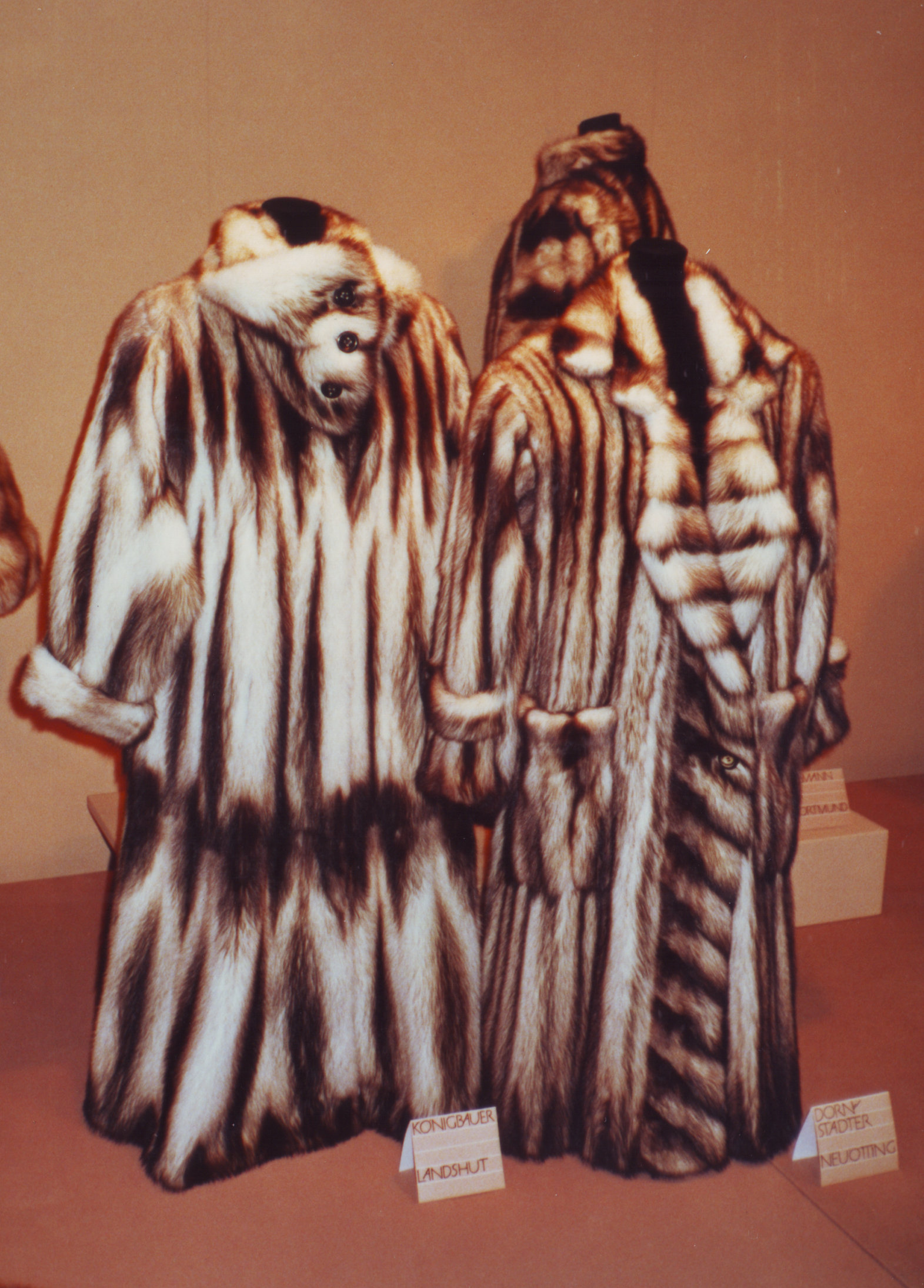
Zuchtiltis-Mäntel, ganzfellig und ausgelassen (1985)

Das Iltisfell wurde in früheren Zeiten angeblich nur vom „allergemeinsten“ Volk verwendet, alte Gemälde scheinen das jedoch zu widerlegen. Der Europäische Iltis, auch als „Stinkmarder“, „Stänker“ oder „Ratz“ bezeichnet, war oft mit einem unangenehmen Geruch behaftet: „Sie stinken gleich dem Iltis übel und stark“, heißt es in einem alten Jagdbuch. Der heutigen Zurichtung ist es gelungen, diesen Geruch aus dem Fell völlig verschwinden zu lassen.
Der Pelzhandel nutzt das Fell des Europäischen Iltisses, des Steppeniltisses und des Tigeriltisses. Das Frettchen, die domestizierte Haustierform des Iltisses, hat nur in der verwilderten Form Neuseelands eine gewisse Bedeutung, es ähnelt dem Europäischen Iltis. Das englische Wort fitch bezeichnet in manchen Ländern das Frettchen, vor allem aber wird es als Bezeichnung für das Frettchenfell verwendet. In den 1970er Jahren wurden diese, eigentlich schon lange gehandelten Felle, in besonders selektierter Zucht und erstmals in größerer Stückzahl als Neuheit angepriesen. Schottische Züchter erklärten den von ihnen gezüchteten „Fitch“ als eine Kreuzung aus Iltis und Frettchen.
Daneben kennt der Handel das Virginische Iltisfell, den Pelz des hier nicht behandelten amerikanischen Fischermarders. Der skunkähnliche Zorilla, auch Bandiltis genannt, ist eine in Afrika lebende Raubtierart aus der Familie der Marder und gehört ebenfalls nicht zu den hier behandelten Fellarten. Der wohl schon immer recht seltene, nur noch in sehr geringer Zahl vorkommende, nordamerikanische Schwarzfußiltis ist vollkommen geschützt, Felle dieser Art wurden vom Handel auch früher nicht erfasst.

## Europäischer Iltis

Europäischer Iltis
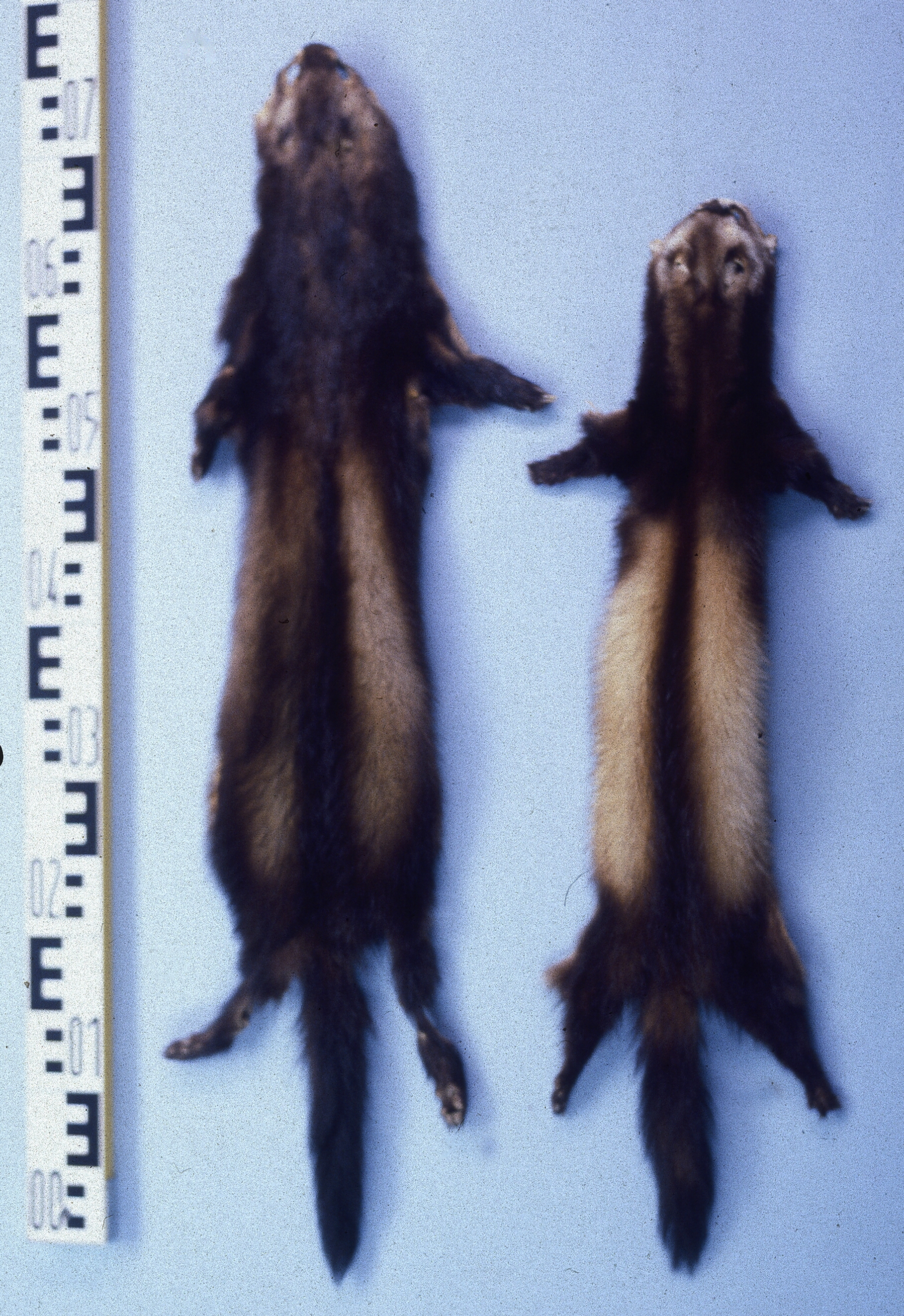
Felle
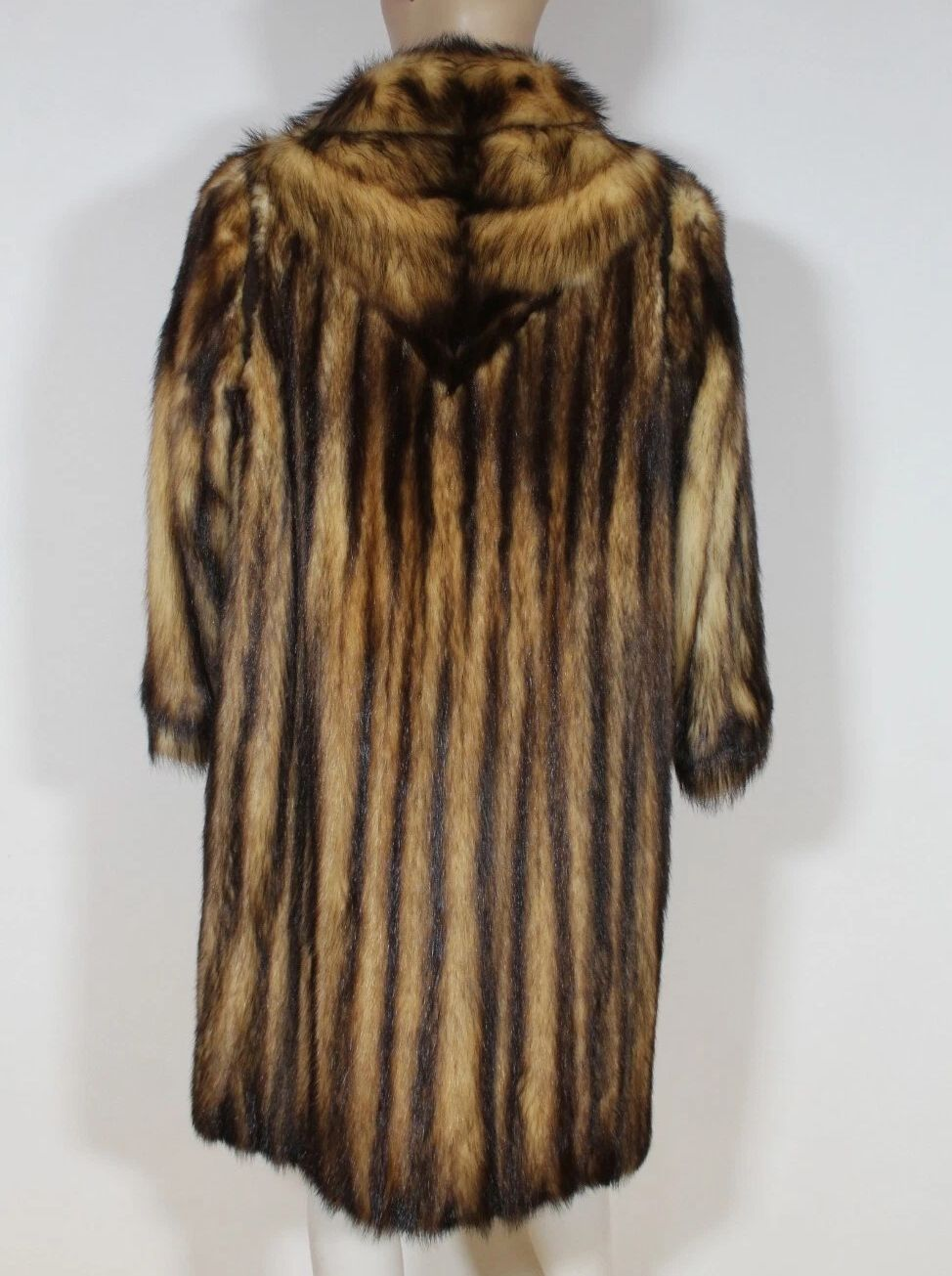
Ausgelassen verarbeiteter Mantel (Rückenansicht, etwa 1960er Jahre)

Der Europäische Iltis, auch „Schwarzer Iltis“, „Waldiltis“ oder „Landiltis“ genannt, ist über ganz Europa, mit Ausnahme Irlands, des nördlichen Skandinaviens und Russlands, verbreitet. In Neuseeland wurde die Art eingeführt.
Das Fell des männlichen Tieres ist etwa 34 bis 46 (sehr selten bis 48) Zentimeter lang, das des Weibchens 29 bis 39 Zentimeter. Die Länge des Schweifs beträgt beim Männchen etwa 12 bis 18 Zentimeter, beim Weibchen 8 bis 15 Zentimeter. Es ist ein sogenanntes „offenes Fell“, da das dunkle Oberhaar die helle Unterwolle nicht völlig abdeckt. Dadurch erscheint das Fell wie von einem dichten, dunklen Schleier überzogen. Je dichter die Grannen stehen, desto dunkler wirkt der Pelz. Damit gehört der Iltis zu den „verkehrt“ gefärbten Pelztieren, das heißt zu den Tieren, bei denen die Oberseite heller ist als die Unterseite. Der Kopf ist rötlich grau oder rötlich braun, die Schnauze ist weißlich, ebenso der Bereich hinter den Augen und die Spitzen der Ohren. Schwarze Flecken um und vor den Augen ergeben eine maskenähnliche Gesichtszeichnung. Hals, Brust, Beine und Schweif sind dunkel, meist bräunlich-schwarz gefärbt. Die Farben variieren sehr, von weiß und weißlichgrau bis gelb, orange bis rotgelb. Nicht selten sind Flavismen, so genannte „Rührei“- oder „Honigiltisse“, die völlig einfarbig semmel- oder honiggelb sind. Diese finden sich vor allem in Südeuropa. Auch dunkelrote bis braune Farbschläge kommen vor, so genannte „Froschiltisse.“ Die Behaarung ist lang, fein bis grob, glänzend und nicht besonders dicht. Das Fell der Iltisarten ist im Sommer und Winter gleich gefärbt, das Sommerfell ist allerdings glanzlos, grauer, deutlich dünner und kurzhaariger. Haarwechsel ist im Frühjahr und im Herbst.
Auf einem Quadratzentimeter stehen durchschnittlich 8500 bis 9000 Haare. Auf ein Grannenhaar kommen 20 Wollhaare. Am Rücken sind die Wollhaare 25 Millimeter lang. Die abstehenden Grannenhaare am Rücken sind etwa 45 Millimeter lang. Im Sommer erreichen die Grannen eine Länge von maximal 35 Millimetern.
Der Haltbarkeitskoeffizient für den europäischen Iltis wird mit 30 bis 40 Prozent angegeben. Bei einer Einteilung der Pelztiere in die Feinheitsklassen seidig, fein, mittelfein, gröber und hart wird das Iltishaar als fein eingestuft.
Die besten Iltisfelle kommen oder kamen aus dem östlichen Europa, des Weiteren aus Norddeutschland, dem Schwarzwald, den Hochebenen Bayerns, Österreich (Steiermark), der Schweiz, Holland und Dänemark. Ein Warenlexikon von 1814 nennt für die Türkei, insbesondere Anatolien, „[...] eine sehr feine und kostbare Sorte dieser Felle, welche ganz schwarz von Haaren sind und sich weich wie Seide anfühlen. Sie werden im Morgenlande zu Pelzwerk gar sehr gesucht“.
1988 gab Jury Fränkel’s Rauchwaren-Handbuch den geschätzten jährlichen Anfall mit 500.000 Fellen an.
Die Weltnaturschutzunion IUCN beurteilt den Europäischen Iltis in der Roten Liste gefährdeter Arten als nicht gefährdet (Least Concern). Die Bundesrepublik Deutschland stellt ihn in die Kategorie V und damit auf eine Vorwarnliste. Zwölf Länder Deutschlands werten von Kategorie V über vorwiegend Kategorie 3 (gefährdet) bis hin zu Kategorie 2 (stark gefährdet). Österreich und die Schweiz listen den Europäischen Iltis in den nationalen Roten Listen mit Kategorie 3 (gefährdet). Die Berner Konvention des Europarats schützt den Europäischen Iltis in Appendix III des Abkommens und erklärt ihn als schutzbedürftiges Wildtier, das in Ausnahmefällen genutzt werden darf. Auch die Europäische Union weist ihm durch Listung in Anhang V der Fauna-Flora-Habitat-Richtlinie (EG Nr. 92/43 bzw. der Abänderung in Richtlinie EG 2006/105) diese Kategorie zu.
Handel

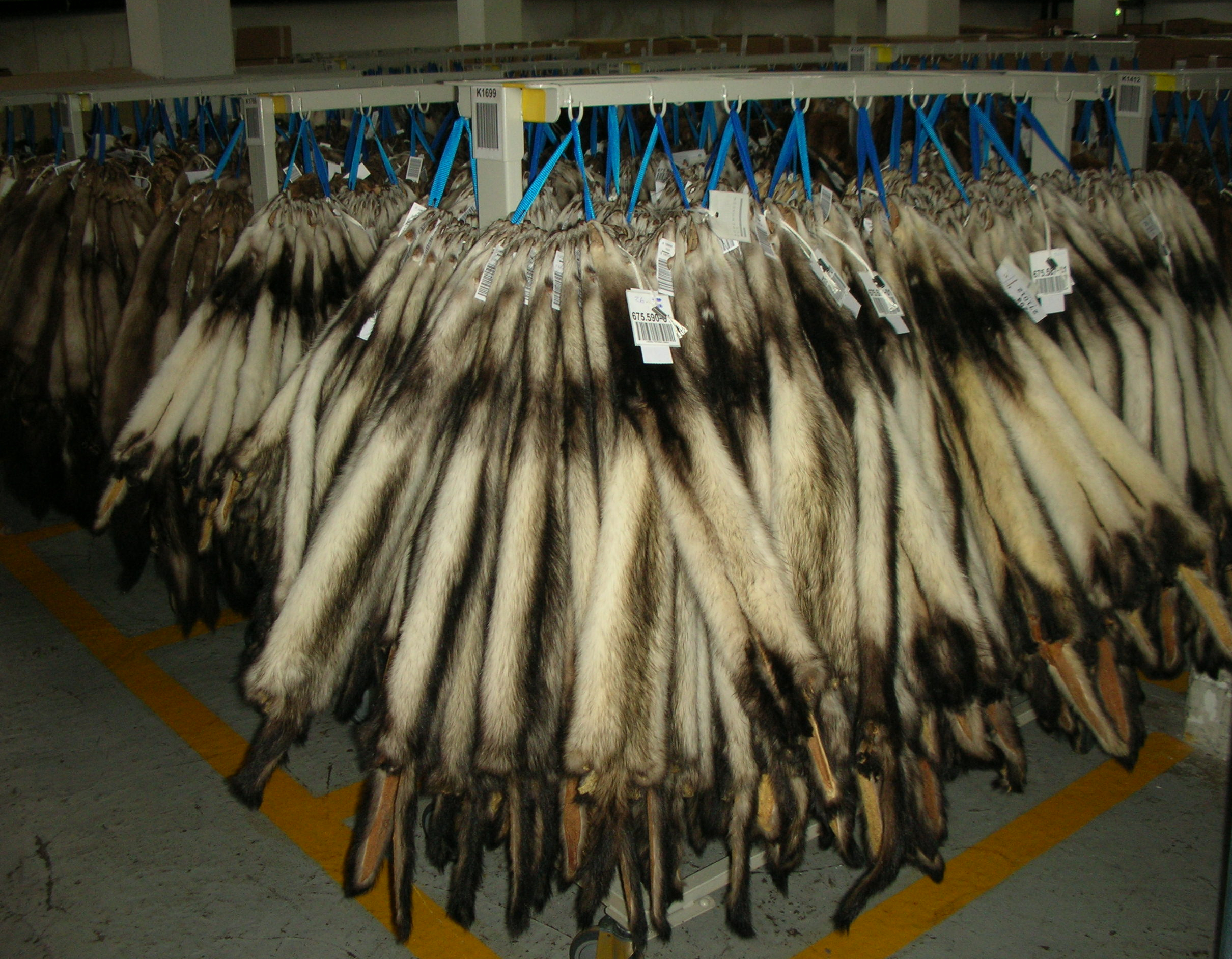
Gebündelte Iltis-Rohfelle in einem Auktionshaus (2009)

Der Wildwarenhandel sortiert den Europäischen Iltis:
Große Winterfelle 1 : 1
Gut gedeckte, aber grünledrige 4 : 3
Kleine und Weibchen 2 : 1
Flache, gedeckte, sogenannte Schwarten 4 : 1
Brack, beschädigte ad libitum
a) Russische Herkommen (Standard)
1. Westliche
2. Nord-Westliche
3. Zentral-Russische
Größen und Sorten:
I. Sorte: vollhaarig, groß
II. Sorte: vollhaarig, klein
III. Sorte: halbhaarig
b) Hudon’s Bay and Annings Ltd., London und andere:
Herkommen: z. B. Polen
Größen: 65+, 55/56, 45/55 Zentimeter
Sorten: I., II., III.,
Farben: Dark, medium, pale
Die Rohfellanlieferung erfolgt in Beutelform: Haar teils innen, teils außen.
Mit dem Aufkommen der Pelztierzucht den 1920er und Anfang der 1930er Jahre wurde auch mit der Zucht des Iltisses für Pelzzwecke begonnen. In kleinem Umfang fand die Zucht auch in Deutschland eine gewisse Verbreitung. Ein Teil der Zuchttiere wurde sogar nach Amerika exportiert. In der Sowjetunion war auch die Zucht des Steppeniltisses („russischer Iltis“) angefangen worden. Den züchterisch durchaus erfolgreichen Versuchen war damals jedoch kein größerer und dauerhafter wirtschaftlicher Erfolg beschieden und die Zucht wurde wieder eingestellt. Heutige wieder aufgelebte Zuchten basieren offensichtlich auf Steppeniltissen.

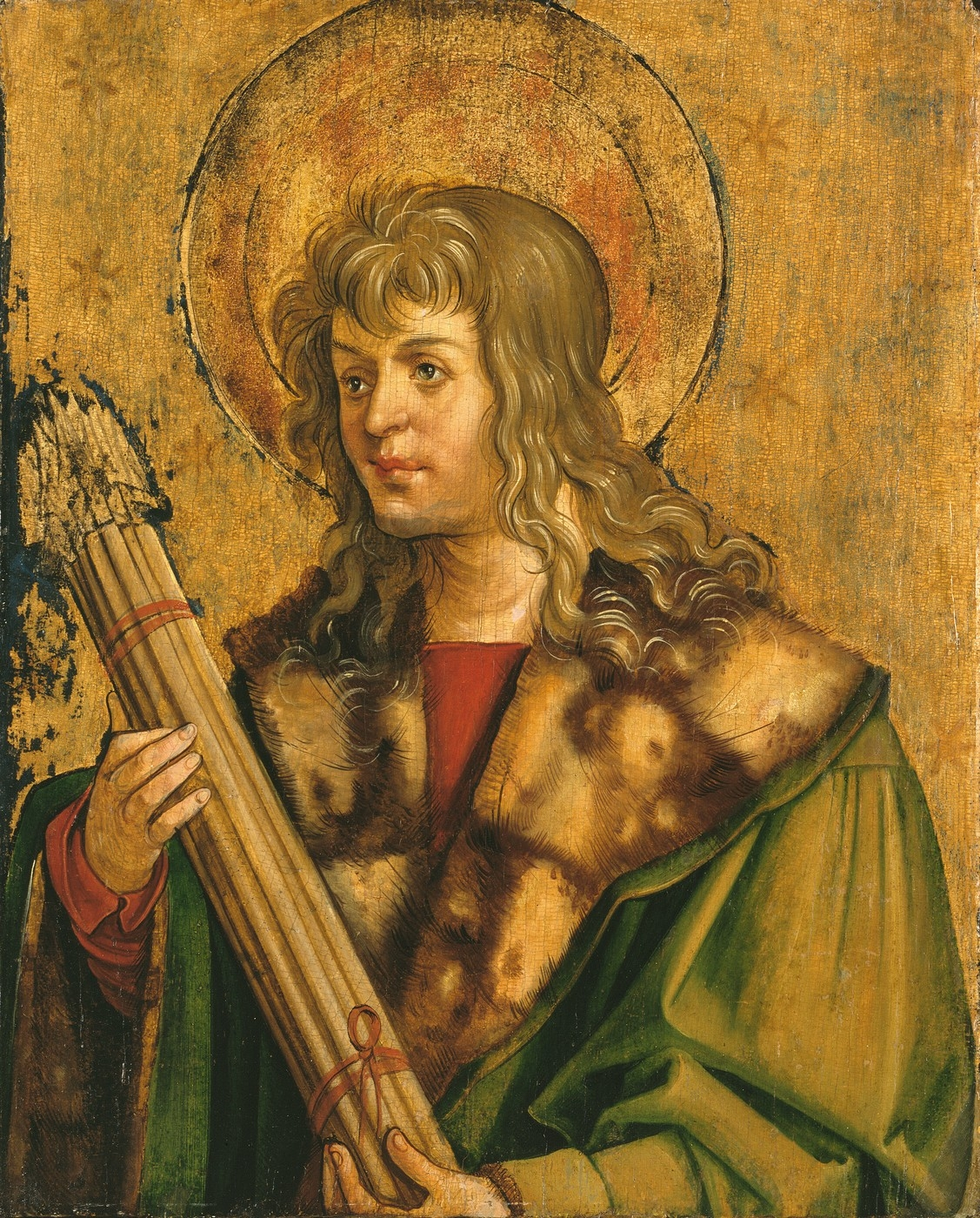
Heiliger Sebastian mit Iltisbesatz (1510)
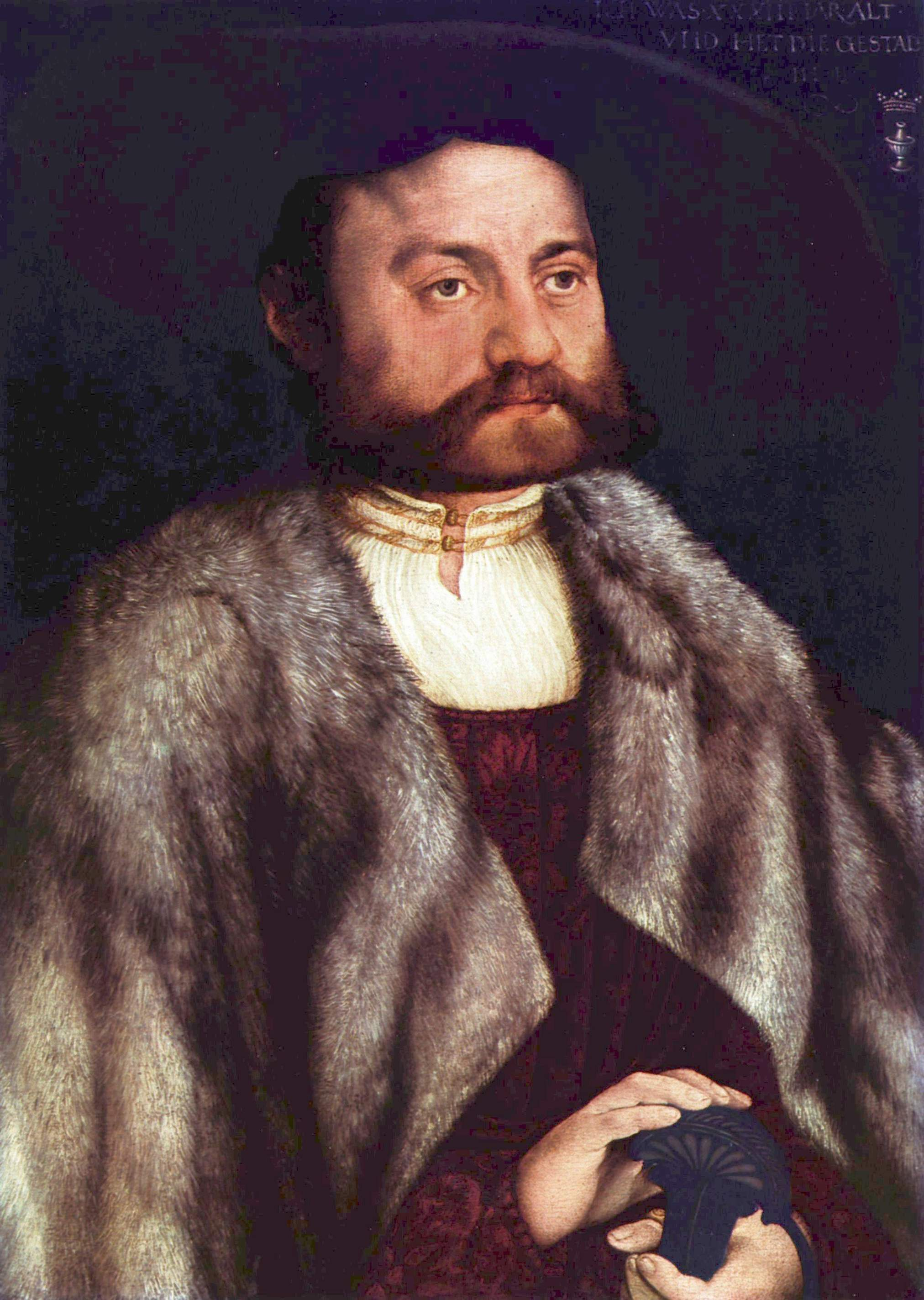
Eitel Hans Besserer I. von Schnürpflingen mit Iltisumhang (um 1529–1530)
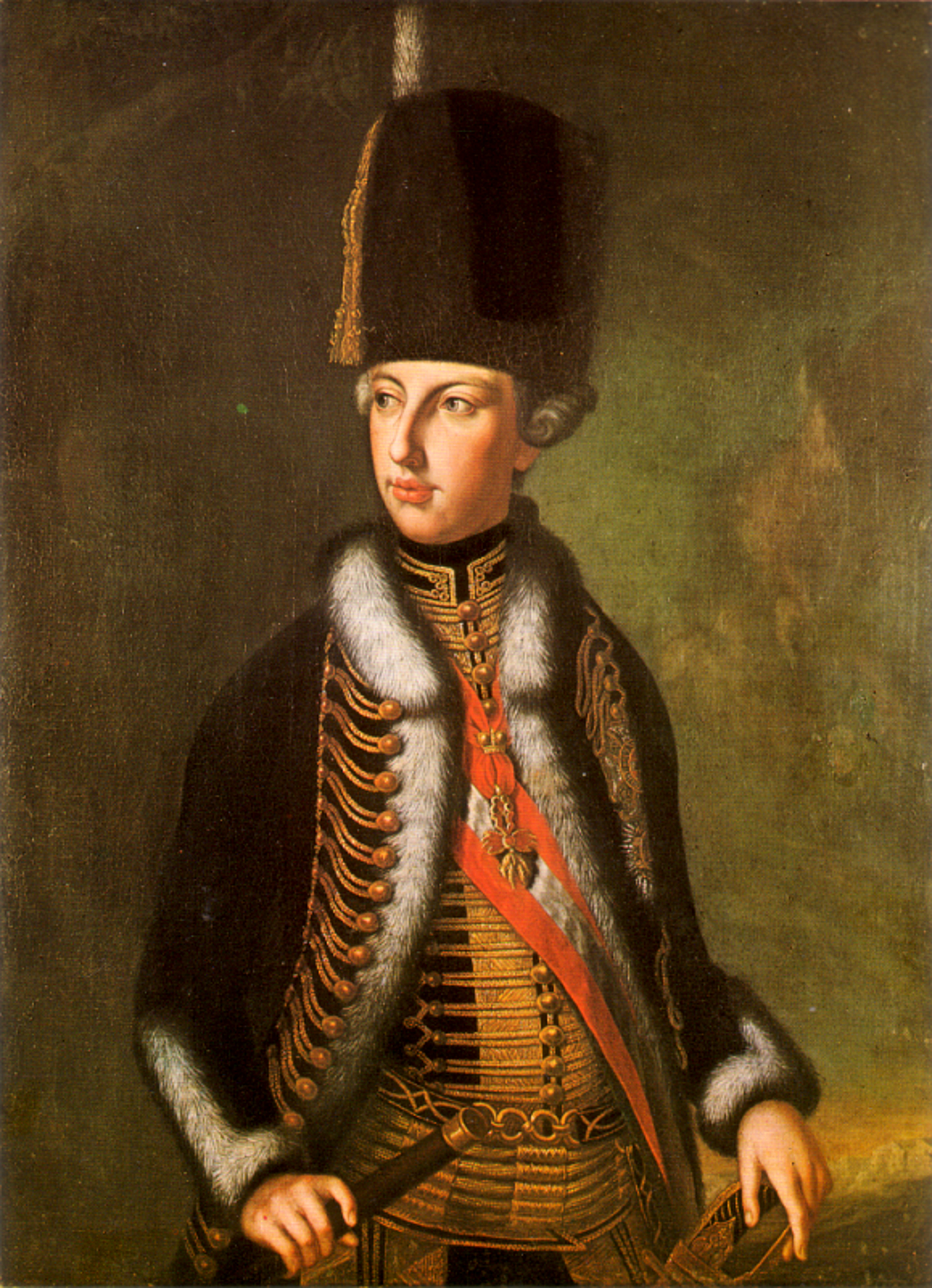
Joseph II. mit iltisverbrämter Pelisse (1770)
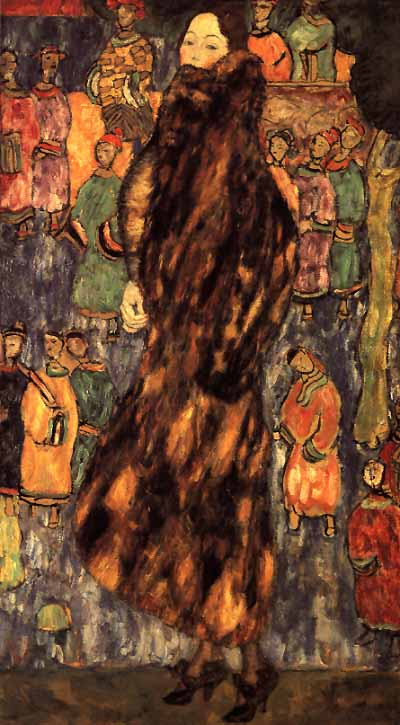
Iltismantel (Gustav Klimt, 1916)

## Steppeniltis

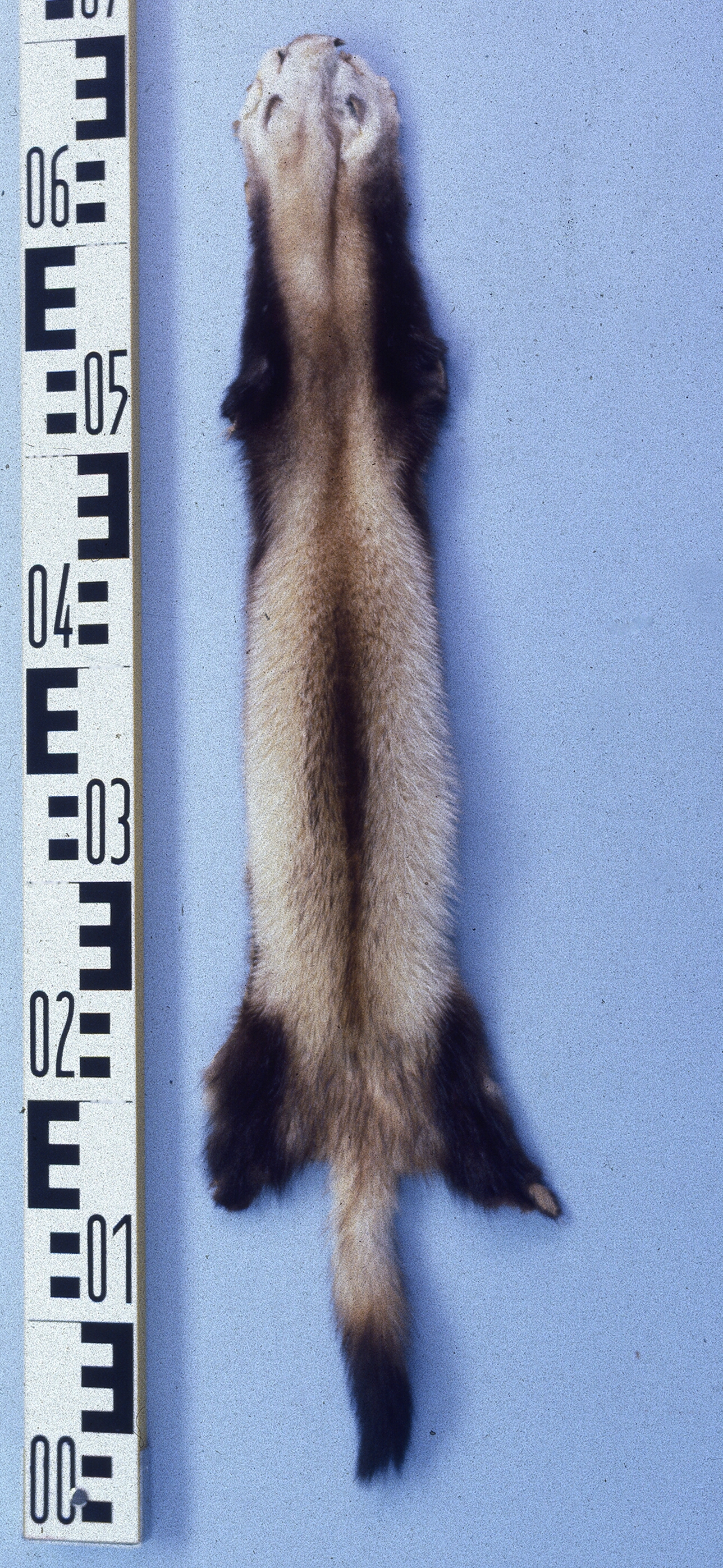
Russisches Iltisfell vom Steppeniltis

Das Fell des Steppeniltis, auch Eversmann-Iltis genannt, ist als „Russischer Iltis“ oder „Weißer Iltis“ im Handel bekannt. Der Steppeniltis bewohnt große Teile Asiens. Die Heimat des Steppeniltisses reicht vom Nord-Ural durch Sibirien bis zum Amur, südlich durch die Mandschurei bis zum Oberlauf des Jangtsekiang und westwärts über dem Himalaya, Kaschmir und das Altai-Tal bis zum Kaspischen Meer. Die besten, seidigsten und fast weißen Felle kommen aus Sibirien.
Der Unterschied zum Landiltis besteht vor allem im Körpermaß und in der Fellfarbe. Der Steppeniltis ist schmaler und kleiner als der Europäische Iltis. Die Bezeichnung „Weißer Iltis“ beruht vor allem darauf, dass die zudem kürzeren Grannenhaare weniger dicht stehen und somit die sehr helle, fahlgelbe, manchmal fast reinweiße Unterwolle zum Vorschein kommt, welche dann die Färbung dominiert. Die Felllänge beträgt etwa 35 bis 40 Zentimeter. Der Schweif ist 14 bis 18 Zentimeter lang. Das Sommerfell ist gelblich bis rötlich, das Winterfell grauweiß oder gelblichweiß, mitunter fast reinweiß. Aus bestimmten Gebieten wie Petropawlowsk und Semipalatinsk kommen gelegentlich fast weiße Iltisse. Kehle, Brust und Beine sind beim Steppeniltis dunkel, oft tiefschwarz. Die Gesichtsfärbung ist weißlich. Die dunklen Stellen auf dem Nasenrücken und im Augenbereich bilden eine Maske. Ein typisches Merkmal für den Steppeniltis ist die Färbung des Schweifes. Die hintere Hälfte ist sehr dunkel, meist braunschwarz, wohingegen die vordere Hälfte so hell ist wie die Unterwolle.
Die Behaarung ist lang, fein und glänzend. Der Winterpelz ist seidig, weich und locker.

## Chinesischer Iltis
Der chinesische Iltis hat ein besonderes Kennzeichen. Das Genick ist sehr flach, von der Mitte des Fells bis zum Rumpf ist es eher überrauch. Die Farbe ist etwas gelblicher als beispielsweise bei den russischen Weißiltissen. Das Fell eignet sich weniger als Mantelmaterial, sieht aber nachgefärbt recht gut aus; es wurde für billige Pelzkrawatten verwendet. Man unterscheidet Waldfelle und Bergfelle. Die Waldfelle sind etwas kleiner als Bergfelle, etwas gedrungener im Haar und haben zum Teil eine etwas rötlichere Farbe.

## Handel, Geschichte
Die Oeconomische Encyclopädie von Johann Georg Krünitz berichtet über die Verwendung der Iltisfelle: „Die Buräten (Burjaten, Angehörige eines mongolischen Volksstamms, die sich in Leder und Pelzwerk kleiden) machen Säcke zur Aufbewahrung ihrer Götzenbilder aus diesen Fellen. Die Chinesen gebrauchen sie ebenfalls zum Pelzwerk und kaufen von den Russen das Stück für 11 bis 15 Kopeken; die Schwänze, das Stück für 2 bis 3 Kop.; und genähte Säcke aus solchen Fellen, zu 6 bis 15 Rubel. Die Mongolen verkaufen die lenischen Iltißfelle, das Stück zu 12 Kopeken. Bey uns kostet das Stück 16 Groschen. Die Haare der Iltißschwänze werden zu den so genannten Haarpinseln der Mahler gebraucht.“ Diese genähten Säcke sind zu Tafeln zusammengenähte Iltisfelle, die in der Form eines oben offenen Sacks als Halbfabrikate gehandelt wurden.
Bereits bis Ende des 18. Jahrhunderts wurde der Steppeniltis zeitweilig zur Pelzgewinnung gehalten. Russische Jagdbeamte legten sich besondere „Ratzkammern“ an, in denen sie, neben Edelfüchsen (z. B. Kreuzfuchs), die in den Sommermonaten gefangenen Jungiltisse in kleinerer Zahl bis zur Pelzreife fütterten.
Die besten Felle des Steppeniltisses kommen aus Sibirien (Petropawlowsk, Semipalatinsk). Sie sind groß und seidig, die Unterwolle ist fast reinweiß. Saratower Iltisse sind etwas kleiner, flacher und dunkler und werden immer mit dem Leder nach außen angeliefert. Südöstliche und zentralasiatische sind kleiner, haben gröberes Haar, eine gelbe Unterwolle und bräunliches Oberhaar. Sie werden ebenfalls mit der Lederseite nach außen abgezogen.
Die Felle aus der Mongolei, dem Kaukasus und Südrussland haben sehr gelbes Unterhaar, das Grannenhaar ist mehr rotbraun, die Qualität ist gröber. Die Anlieferung erfolgt mit dem Haar nach außen.
| Der russische Standard unterscheidet nach Herkommen:            | Der russische Standard unterscheidet nach Herkommen: | Der russische Standard unterscheidet nach Herkommen: | Der russische Standard unterscheidet nach Herkommen: | Der russische Standard unterscheidet nach Herkommen: | Der russische Standard unterscheidet nach Herkommen: |
| --------------------------------------------------------------- | ---------------------------------------------------- | ---------------------------------------------------- | ---------------------------------------------------- | ---------------------------------------------------- | ---------------------------------------------------- |
| Petropawlowsker                                                 | Orenburger                                           | Kasaner                                              | Sibirische Waldiltisse                               | Zentral-Russische                                    | Mongolen                                             |
| Semipalatinsker                                                 | Mittel-Asien                                         | Saratower                                            | Sibirische Steppen-Iltisse                           | Südöstliche                                          |                                                      |
| nach Sorten:                                                    |                                                      |                                                      |                                                      |                                                      |                                                      |
| I = vollhaarig                                                  | I = vollhaarig                                       | I = vollhaarig                                       | II = halbhaarig                                      | II = halbhaarig                                      | II = halbhaarig                                      |
| unterteilt in leicht beschädigt, stark beschädigt und Brackware |                                                      |                                                      |                                                      |                                                      |                                                      |

Früher wurde auch noch nach der Konservierungsart unterschieden, heißt, ob das Rohfell naturgetrocknet oder das Leder mit Asche eingerieben wurde.
Über Skandinavien und aus Russland kommen heute auch Felle gezüchteter Steppeniltisse in den Handel.

## Tigeriltis

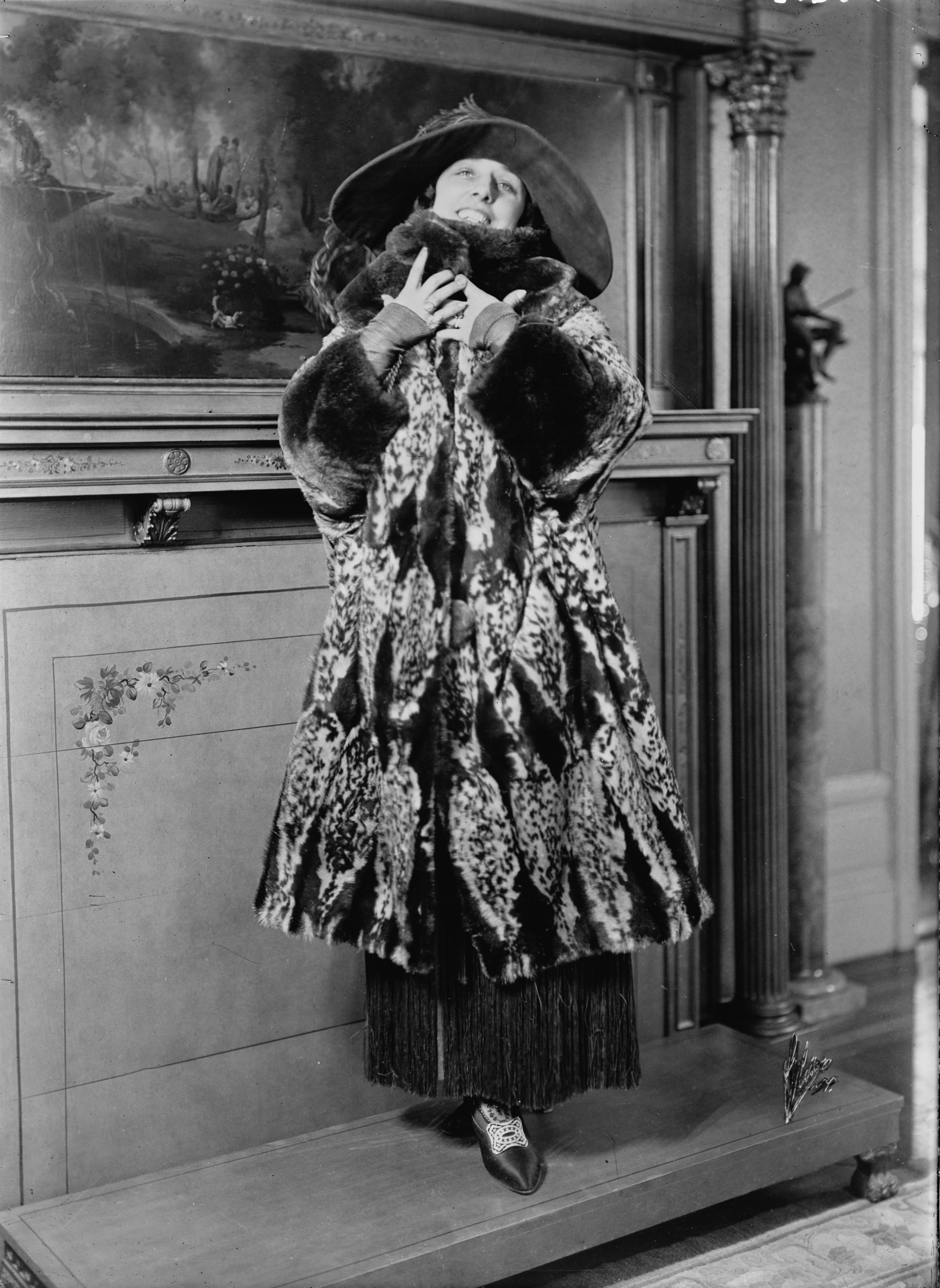
Mantel aus Perwitzkyfell (zool. Tigeriltis) mit Biber- oder Nutriabesatz (ca. 1922)

Die Verbreitung des Tigeriltisses erstreckt sich über Südosteuropa und Polen sowie die Länder an der Küste des Kaspischen und Schwarzen Meeres bis zur Mongolei und nach Nordchina. Das heißt über Kleinasien, Kasachstan, Iran, Afghanistan, Turkmenistan und Tadschikistan.
Der Tigeriltis findet sich als Perwitzky im Rauchwarenhandel. Wegen seiner Fleckung wäre er treffender als „Fleckeniltis“ oder „Pantheriltis“ bezeichnet. Das Fell hat keine Tigerstreifen, sondern ist eher leopardenähnlich scheckig gefleckt. Die Rückenfärbung ist hell bis dunkelbraun mit zahlreichen gelblichen Flecken. Die Körperunterseite und Beine sind schwarz. Über den Augen hat er einen breiten weißen Querstreifen, die Schnauze und die Kinnpartie sind reinweiß. Die breiten Ohren sind von einem weißen Haarstreifen umgeben. Vom Nacken aus laufen drei weißliche Streifen, die bei den westlichen Herkommen nach dem Rücken gelblich werden, bei den östlichen jedoch zu einem weißen Querstreifen verschmelzen. An anderer Stelle wird dagegen bemerkt: „Diese Rückenzeichnung ist individuell variabel, geographische Unterschiede der Fellzeichnung sind kaum feststellbar“. Die graubraune Unterwolle ist schwach entwickelt. Der Schweif ist deutlich buschiger als beim Europäischen Iltis und die Zeichnung ist sehr bunt, die Schweifspitze ist schwarz. Die Felllänge beträgt 29 bis 38 Zentimeter, die Schweiflänge 15 bis 21 Zentimeter. Auch beim Winterpelz ist die Unterwolle unter den dicht stehenden Grannen kaum entwickelt. Der Pelz ist im Sommer dünner als im Winter, allerdings nicht so ausgeprägt wie bei den nördlichen Iltisformen.
Der Haltbarkeitskoeffizient für das Perwitzkyfell wird auf 30 bis 40 Prozent geschätzt. Bei der Einteilung der Pelztiere in die „Feinheitsklassen“ seidig, fein, mittelfein, gröber und hart wird das Perwitzkyhaar als mittelfein eingestuft.
Handel
In der Vergangenheit hatte das Fell für östliche Völker einen gewissen Wert, da es oftmals als Gastgeschenk oder Auszeichnung für verdiente Untertanen von Herrschern verliehen wurde. In einer älteren Schilderung hieß es: „Weil es weder groß noch warm ist, wird sein Pelzwerk nicht hoch geachtet.“ International wurden nie viele Felle gehandelt. Anfang des 20. Jahrhunderts wurden von den deutschen Kürschnern die Felle umgefärbt, in der Art wie es beim Europäischen Iltis üblich war, oder aber sie wurden im Streich- oder Klopfverfahren von der Haarseite aus so eingefärbt, dass sie dem Baummarder glichen, „dem sie an Marktwert mehrmals zehnfach“ nachstanden. In den 1920er und 1930er Jahren spielten die Felle für kurze Zeit als Garnituren für Damenkleidung und für leichte, attraktive Pelzfutter eine gewisse Rolle.
Um 1988 wurde die jährliche Anlieferung auf nicht mehr als 5000 Felle geschätzt.

## Pelzveredlung und -verarbeitung
Für die Veredlung allgemein siehe den Hauptartikel → Pelzveredlung

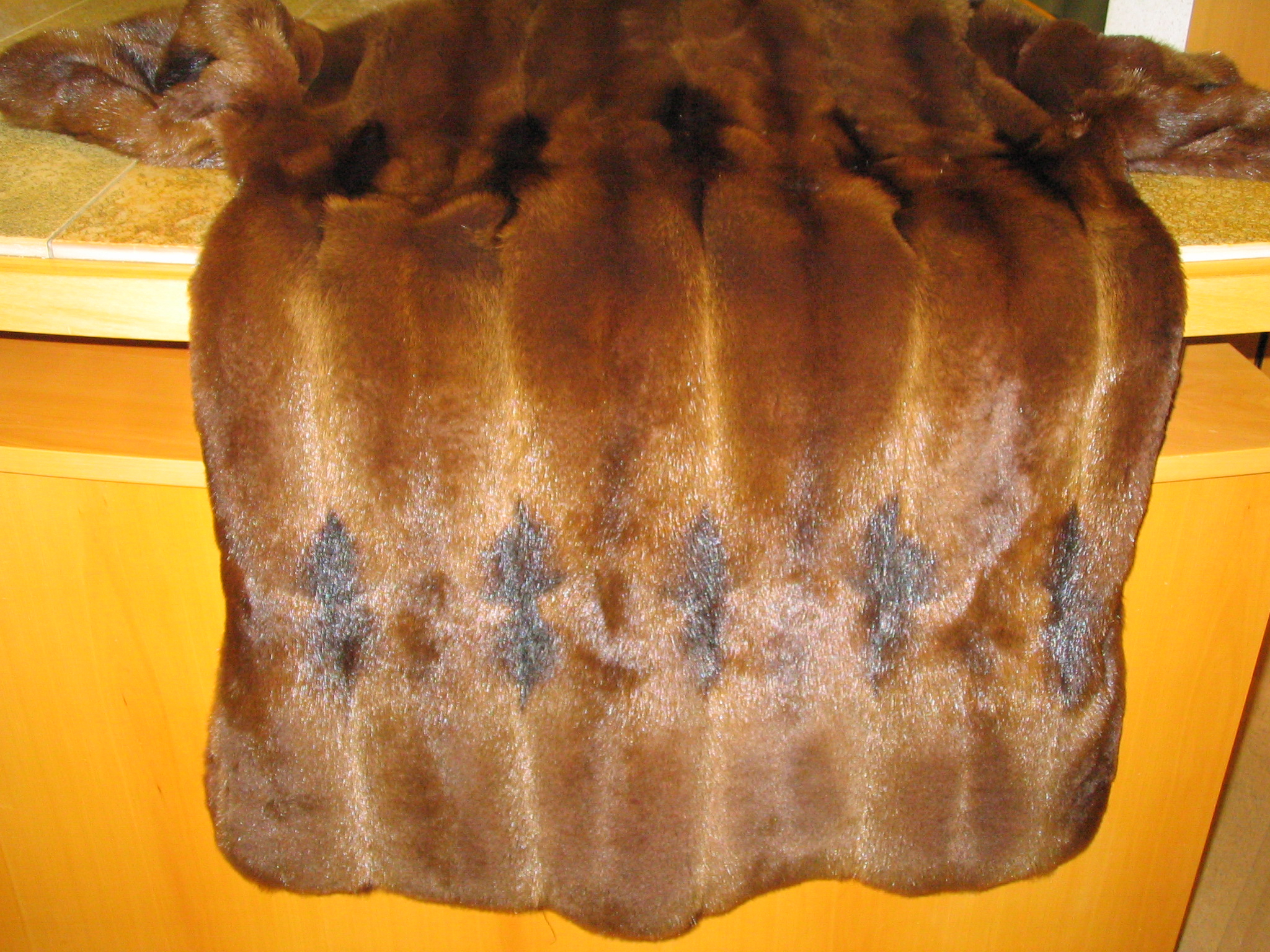
Tafel aus Zuchtiltisfellen, geschoren und gefärbt (Samtiltis) (2011)
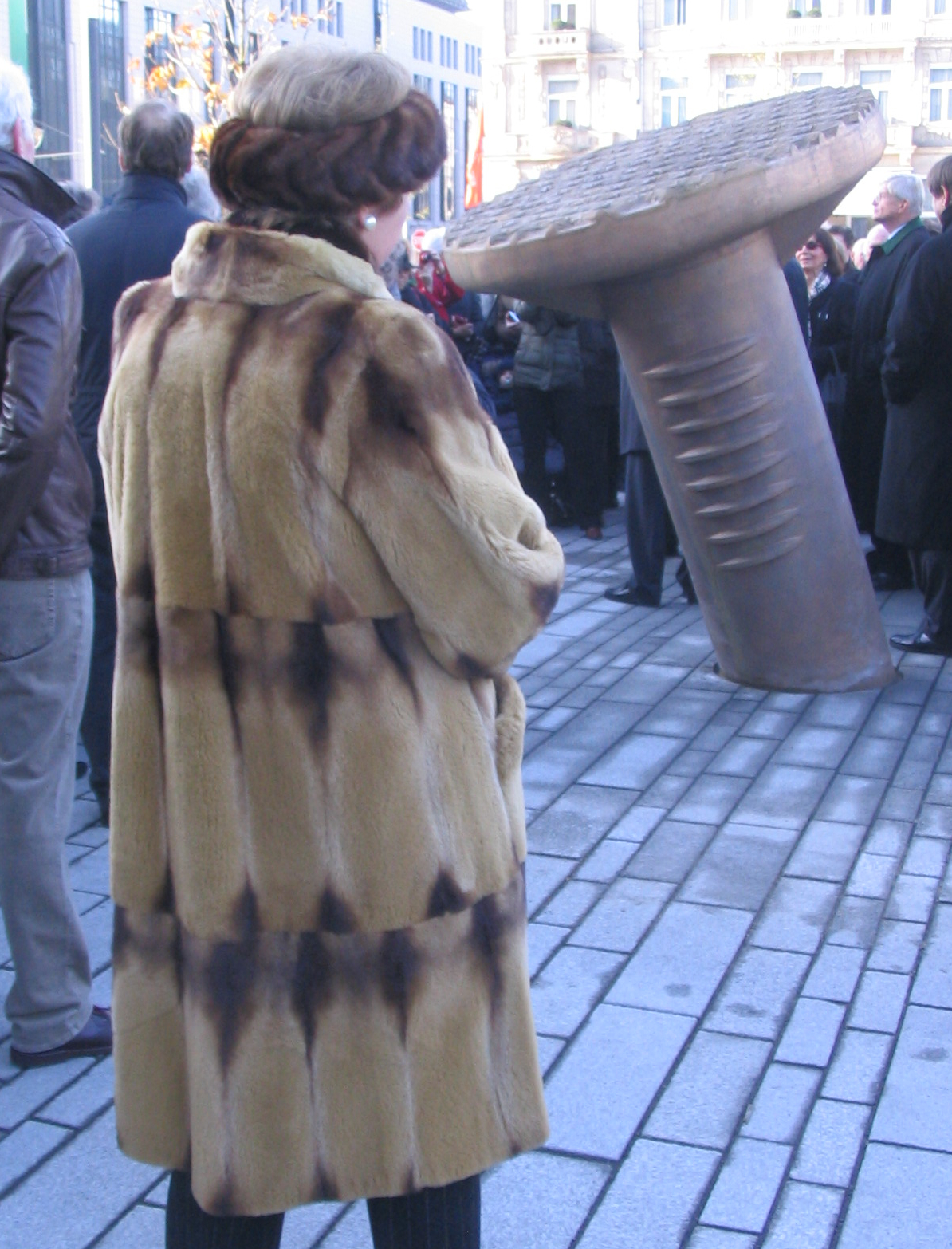
Mantel aus Samtiltis (2013)

Zum Stand der Pelzveredlung der Iltisfelle im Jahr 1985 schreibt ein Veredler, dass die Amerikaner, die einen großen Teil der Ware verbrauchten, den Prozess recht gut beherrschten, was auch damit zusammenhinge, dass dort die Felle vorwiegend naturfarbig verarbeitet würden. Kritische Fachkäufer prüften unter anderem die Lederzügigkeit, der besonders bei den Fellen männlicher Tiere dicken Nackenpartie. Weniger gute Felle mit gelblicher Unterwolle erhielten durch eine „Schönung“ einen möglichst guten Weißgrad. Dabei durften die Haare, vor allem das Grannenhaar, möglichst wenig angegriffen werden. War das Haar zu gelb, oder die Ware war von noch minderer Qualität, wurden die Felle gefärbt. Insbesondere bei Brauntönen erhielt man eine schöne Kombination zwischen der gefärbten Unterwolle und der dunklen Granne.
Anfangs wurden die Iltisfelle hauptsächlich für Innenfutter gebraucht, meist mit auf- oder zwischengesetzten Schweifen. Seit um 1900 bis etwa in die 1940er Jahre waren neben anderen Pelzkleinteilen (Muffe, Schals, Kopfbedeckungen und anderes) auch Schals in Tierform aktuell, sogenannte Pelzkolliers. Dafür wurden neben anderen Marderarten auch Iltisfelle verwendet. Einfellige Kolliers aus Marderartigen wurden, durchaus handelsüblich, als „Würger“ bezeichnet. Die stärkere Nutzung zu Großkonfektion setzte erst spät ein. 1948 galt ein Iltismantel als „en vogue“ („in Mode“). Zuletzt wurden die Felle der Europäischen und Steppeniltisse naturell oder gefärbt zu Jacken, Mänteln, Innenfuttern, Decken und zu Besätzen und Kleinteilen verarbeitet.
Die Fellverarbeitung stellt an den Kürschner besondere Anforderung. Eine Arbeitstechnik der Kürschnerei ist das Auslassen, das Verlängern der Felle auf Kosten der Breite durch V- bzw. A-förmige Schnitte (beim diffizilen Iltisfell eventuell arbeitsaufwändig erweitert zum W-Schnitt, 1930 schlug ein Fachbuch sogar den doppelten W-Schnitt vor). Dabei entstehen schmale Streifen in der Länge des Kleidungsstücks. Auch komplizierte Streifenführungen lassen sich hiermit verwirklichen. So wird die Taillierung eines Mantels durch die ebenfalls taillierten Streifen zusätzlich betont. Ein Fachbuch schreibt Mitte des 20. Jahrhunderts dazu: „In der neueren Zeit verhalf die Mode diesem Artikel auch als Mantelware in der streifigen Verarbeitung zu Ansehen und Geltung. Iltis ausgelassen zu verarbeiten ist wirklich schwer. Nur derjenige Kürschner, der bereits viel Auslasserfahrung hat und die Materie beherrscht, sollte an eine solche Arbeit herangehen. Die Vollendung, mit der einige Iltismäntel in den letzten Jahren in Deutschland gearbeitet worden sind, gibt den Könnern unter den Kürschnern natürlich immer wieder den Anreiz, es ihrerseits zu versuchen.“

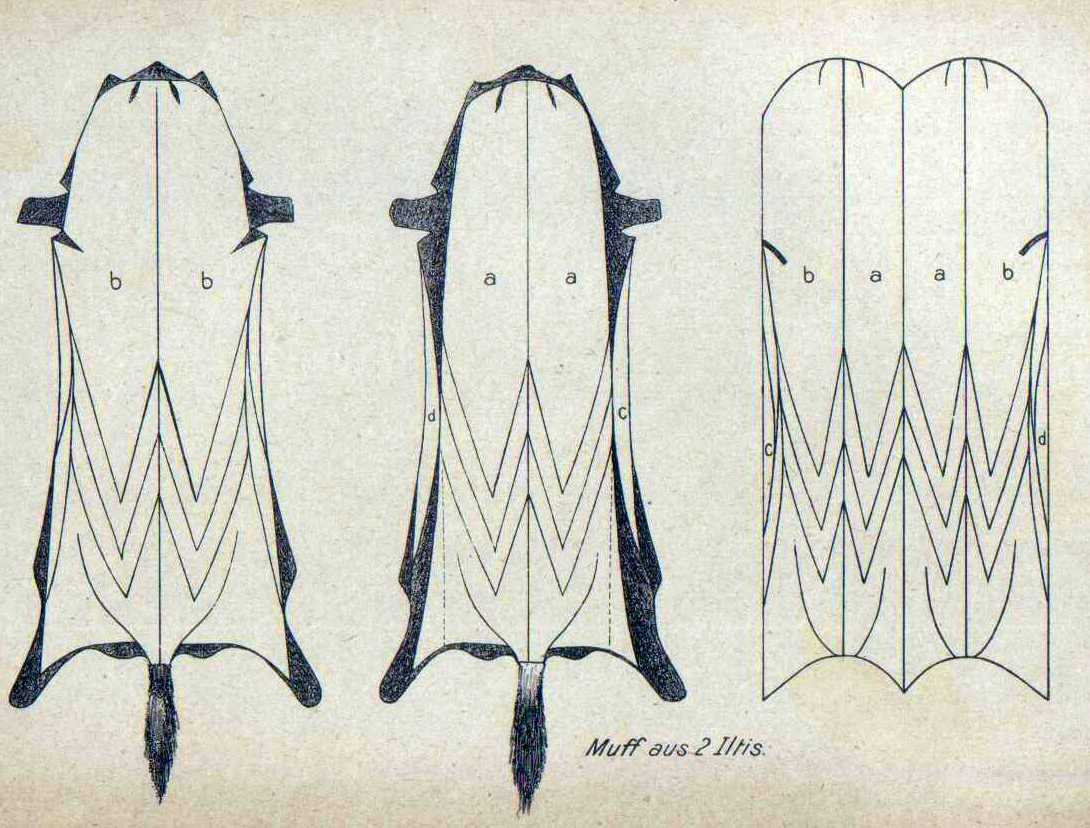
Zwei Iltisfelle für einen Muff, ausgelassen im W-Schnitt (Skizze, 1895)

Die Schwierigkeiten in der Verarbeitung liegen zum einen in der lebhaften Färbung, vor allem aber in den innerhalb eines Felles stark variierenden Haarlängen. Dieses Problem tritt bei einem ganzfelligen, nicht ausgelassenen Zusammensetzen der Felle kaum auf. Bei einem Mantel ergibt dies ein effektvolles und lebhaftes, für eine zurückhaltende Trägerin jedoch sicherlich unerwünschtes Bild. Durch ein Färben, bei der die Naturfarben noch zu erkennen sind, wird diese Lebhaftigkeit häufig abgemildert. Beim Auslassen erhält das Kleidungsstück ein gleichmäßigeres Aussehen, allerdings mit den oben erwähnten Problemen für den Kürschner. Das Auslassen der Felle auf Mantellänge, insbesondere bei den kleineren Fellen weiblicher Tiere, ergibt unschön schmale Streifen, auch markieren die Auslassnähte wegen der entstehenden Farb- und Haarlängenunterschiede „extrem hässlich“. Deshalb müssen bei kleinen Fellen, oder für sehr lange Teile, vorher zwei Felle zu einem zusammengeschnitten werden – bei den genannten Schwierigkeiten. Schöne Effekte lassen sich unter Umständen dadurch erzielen, dass die Felle quer oder im Haarschlag nach oben gearbeitet werden, so dass die helle Unterwolle noch stärker dominiert. Nicht jedes Modell eignet sich jedoch für die sogenannte „gestürzte“ Verarbeitung.
Im Jahr 1965 wurde der Fellverbrauch für eine Felltafel, die für einen Iltismantel ausreicht, mit 70 bis 80 Fellen angegeben (sogenanntes Mantel-„Body“). Zugrundegelegt wurde eine Tafel mit einer Länge von 112 Zentimetern und einer durchschnittlichen Breite von 150 Zentimetern sowie einem zusätzlichen Ärmelteil. Das entspricht etwa einem Fellmaterial für einen leicht ausgestellten Mantel der Konfektionsgröße 46 des Jahres 2014. Die Höchst- und Mindest-Fellzahlen können sich durch die unterschiedlichen Größen der Geschlechter der Tiere, die Altersstufen sowie deren Herkunft ergeben. Je nach Pelzart wirken sich die drei Faktoren unterschiedlich stark aus.
Wie bei den meisten Fellarten wird bei genügendem Anfall auch vom Iltis jedes Fellteil verwendet. Hauptsächlich werden aus den bei der Fellverarbeitung abgefallenen Fellstücken Innenfutter hergestellt. Der Hauptort für die Verwertung der in Europa anfallenden Pelzreste ist Kastoria in Griechenland sowie der in der Nähe liegende kleinere Ort Siatista. Iltisschweife wurden, wie andere Marderschweife auch, für Besatzzwecke verwendet. Unter Beigabe von Brokatstoff wurden früher Capes und Pelerinen daraus gearbeitet.

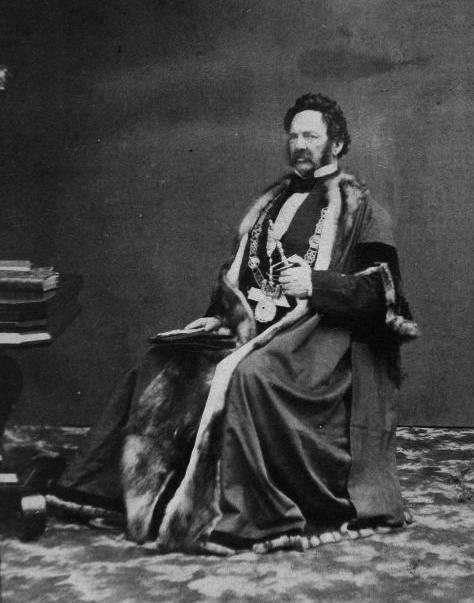
Iltis-Innenfutter (1861)
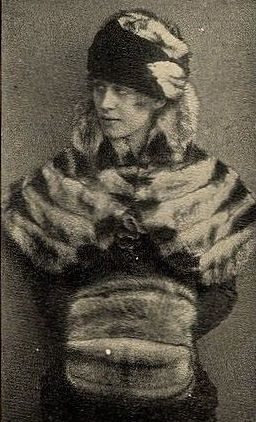
Iltis-Capekragen, -Muff und -Hutgarnitur (1916)
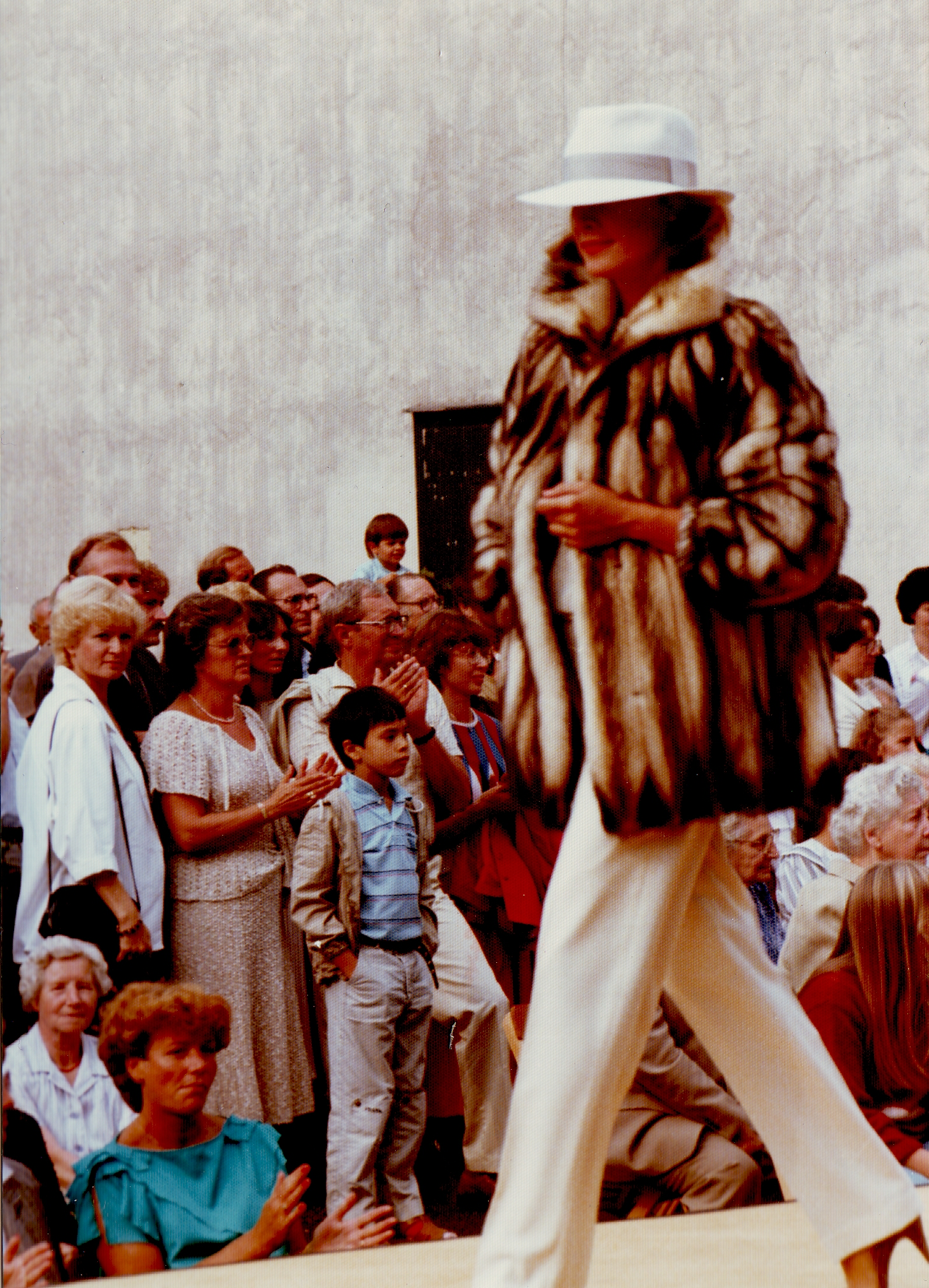
Ausgelassene Iltisjacke (1984)
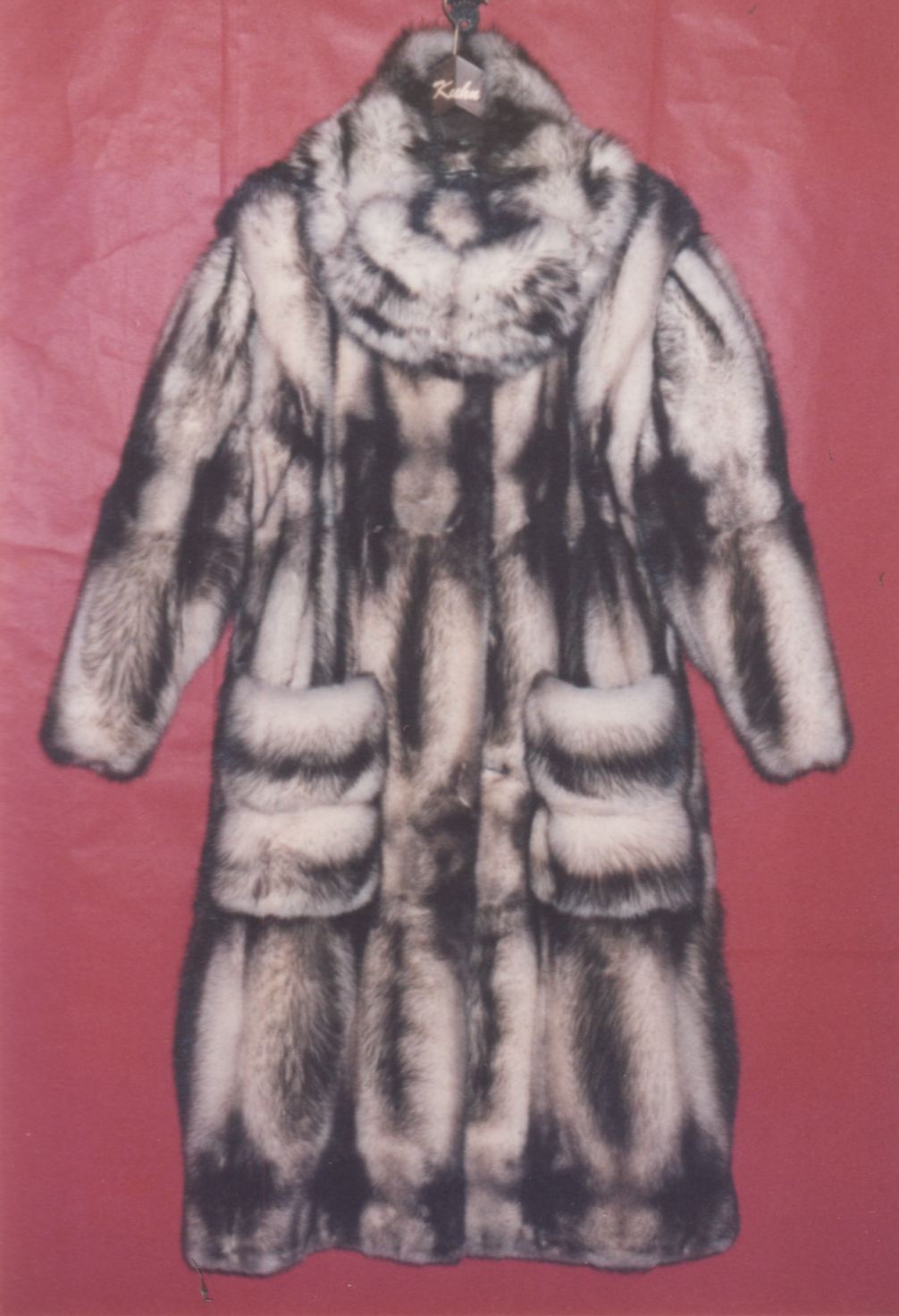
Gestürzte Verarbeitung (1985)
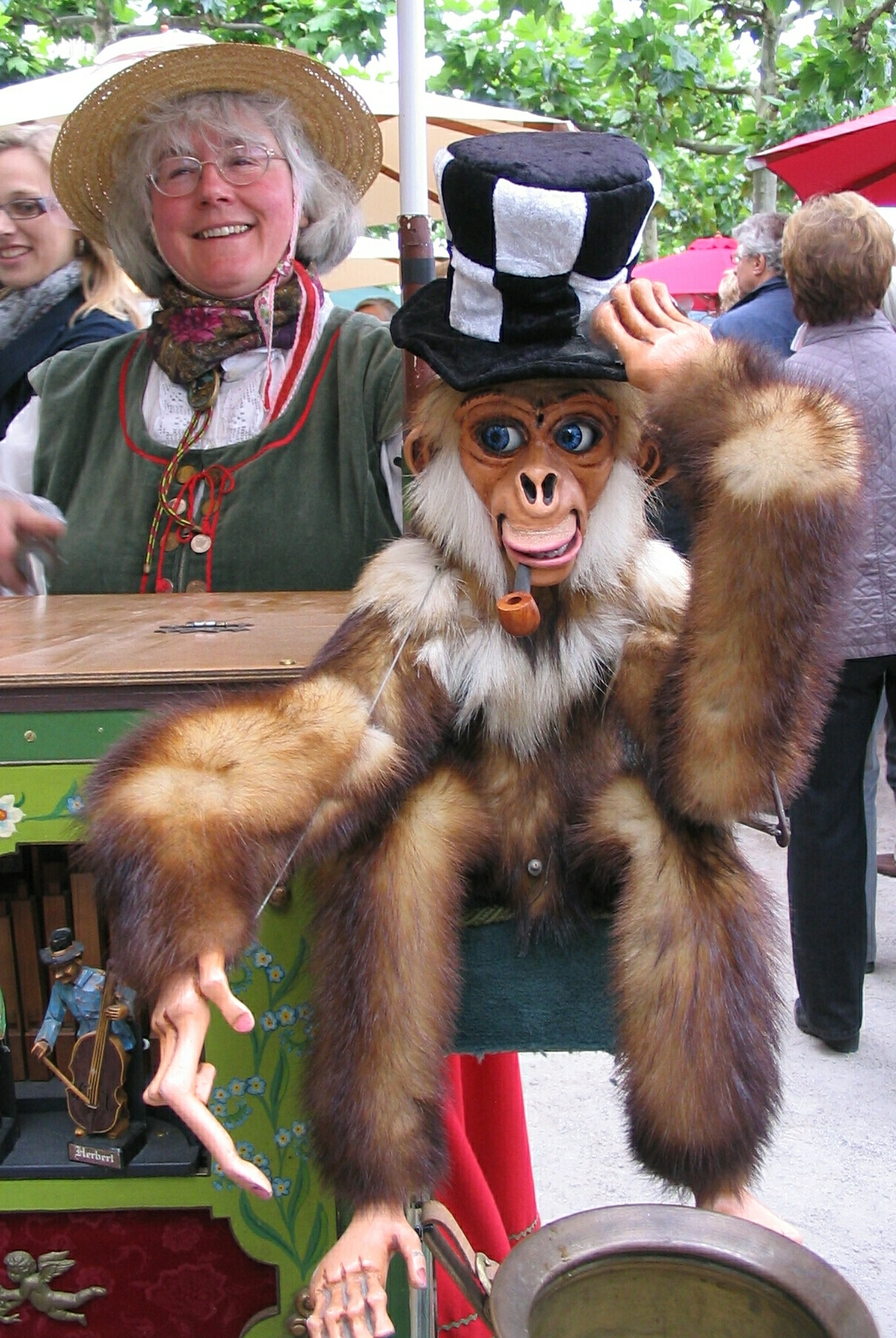
Leierkastenaffe aus Europäischem Iltis (2010)

### Iltisfarbige Veredlungen anderer Fellarten
Als Iltisimitationen wurden entsprechend eingefärbt: Kaninfelle, Opossumfelle („Iltisopossum“), Lammfelle, Ziegenfelle („Iltisziege“) und Polarhasenfelle („Iltishase“).

## Zahlen und Fakten

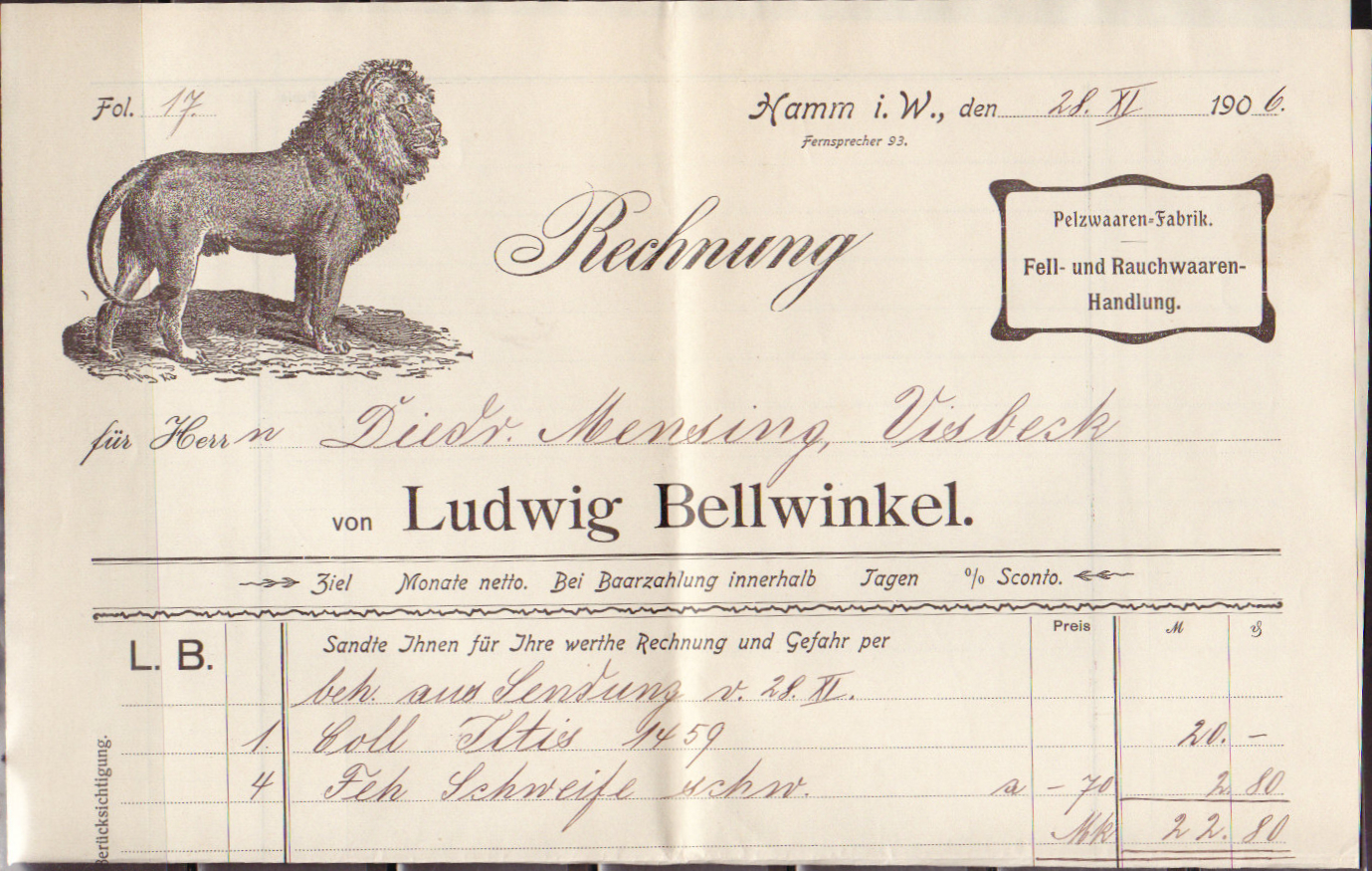
Rechnung für Herrn Mensing aus Visbeck für ein Iltiskollier zu 20 Mark sowie vier schwarze Fehschweife (1906)

- 1801 in Krünitz’ Oeconomischen Encyclopädie: „…Marder und Iltiß ist beynahe ein und dasselbe Thier, wenigstens was das Fell betrifft. Der Marder ist nur seltener, und sein Fell wird daher theurer bezahlt. […] sie lassen sich aber zu Zobeln färben.“[23]

- 1838 in Schiebes Universal-Lexikon der Handelswissenschaften: „Die Tigeriltisfelle werden gern von den Polen getragen. Der Sack (d. h. so viel zusammengenähte Bälge als man zu einem Pelze nöthig hat) wird mit 25 - 30 Silberrubeln bezahlt.“[24]

- 1911 erwähnte Brass, dass Felle des amerikanischen Schwarzfußiltisses nicht in den Handel gelangten, ebenso wie die in Tibet und im Himalaya vorkommende Art Putorius larvatus oder P. tibetanus. Letztere sei „hellfarbig, fast gelbweiß, mit einem schwärzlichen Anhang auf Schultern und Rumpf, Unterwolle weiß, aber sehr dicht und wollig, Oberhaar lang, viel Haar zwischen den Zehen. Er lebe wie der Europäische Iltis und stinke auch so.“[4]

1911 betrug der Wert eines Perwitzkyfells 3 bis 4 Mark, davor 1,50 Mark (1925 bereits 14 bis 18 Mark). Es kamen jährlich 3000 bis 4000 Stück in den Handel, „früher kamen bedeutend mehr“.
- 1918–1939: Für diese Zeit zwischen den beiden Weltkriegen gibt die deutsche Kürschnerzeitung als alljährliche Strecke an erbeuteten Iltissen rund 100.000 Stück an.[14]

- 1923/1924 wurden in Russland 865.645 Iltisfelle gegerbt, was einem Wert von 1.488.493 Rubel entsprach. Im Jahr 1924/1925 waren es 854.096 Felle im Wert von 1.303.331 Rubel. Davon entfielen auf das Gebiet des „Fernen Ostens“ 1488 Felle im Wert von nur 1200 Rubel.[20]

- 1925 gab Brass den Wert für europäische Iltisfelle mit durchschnittlich 8 Mark pro Stück an, den Wert der russischen Iltisfelle, die ausschließlich zu Innenfuttern verarbeitet wurden, mit je etwa 5 bis 6 Mark (1911 mit 2 Mark). Es kamen jährlich etwa 200.000 europäische Felle in den Handel und 50.000 russische Felle zur Ausfuhr.[4][25]

1925 bot der Rauchwarengroßhändler Jonni Wende an: „Iltisse: deutsche 10 bis 28 Reichsmark; russische 11 bis 30 Reichsmark; virginische („Fichtenmarder“) 180 bis 850 Reichsmark (nach Größe und Qualität).“
- Um 1928/1929 notierten Iltisfelle am Leipziger Rauchwarenmarkt per Stück:[27]
deutsche prima 17,50 bis 22,50 Mark
russische prima weiße 14,- bis 20,- Mark
russische prima schwarze 18,- bis 25,- Mark
(zum Vergleich: Steinmarder prima = 60,- bis 85,- Mark; Baummarder prima 60,- bis 75,- Mark)

- 1936 befanden sich nach offiziellen Angaben fast 1000 Europäische Iltisse in nordamerikanischen Farmen.[14]

- Vor 1944 betrug der Höchstpreis für Iltisfelle:[28]
natur oder gefärbt: groß 26,- RM; mittel 18,- RM; klein 14,- RM, gering 6,- RM. Für eine Futtertafel 250,- RM.

- 1950 lieferte die Sowjetunion 129.000 Iltisfelle. 1960 waren es 95.000 Felle.[14]

- Im Februar 1980 brachte die schottische Firma Argyll Mink Farms etwa 2600 Hochland-Fitchfelle in den Handel.[3]

- 1985 wurden in Helsinki 320.000 Iltisfelle (Zucht) angeboten. Fünf Jahre zuvor, in der Saison 1979/80, waren es nur 30.000. Der Gesamtanfall wurde auf sicherlich über eine halbe Million geschätzt. In der Zeit war eine Neuzüchtung unter der Bezeichnung „Starlet Mist“ in den Handel gekommen, die noch weit unter 10 Prozent des Gesamtangebots ausmachte, jedoch den doppelten Preis erzielte.[18]

- 1986 gaben Dathe/Schöps zurückblickend an, dass das Aufkommen von Tigeriltisfellen für das gesamte Verbreitungsgebiet von unter 5000 Stück zu liegen schien. Für die Sowjetunion wurden weniger als 1000 Felle angegeben, für Bulgarien etwa 1200 (1966).[2]

1986 bot die russische Rauchwaren-Handelsgesellschaft Sojuzpushnina 8000, im nächsten Jahr 6700, Iltisfelle an.

## Anmerkung
1. 1 2  Die angegebenen Werte (Koeffizienten) sind das Ergebnis vergleichender Prüfung durch Kürschner und Rauchwarenhändler in Bezug auf den Grad der offenbaren Abnutzung. Die Zahlen sind nicht eindeutig, da zu den subjektiven Beobachtungen der Haltbarkeit in der Praxis in jedem Einzelfall Beeinflussungen durch Gerbung und Pelzveredlung, sowie zahlreiche weitere Faktoren hinzukommen. Eine genauere Angabe könnte nur auf wissenschaftlicher Grundlage ermittelt werden. Die Einteilung erfolgte in Stufen von jeweils 10 Prozent. Die nach praktischer Erfahrung haltbarsten Fellarten wurden auf 100 Prozent gesetzt.